# Гіпсометричні карти
Карти гіпсометричні (рос. карты гипсометрические, англ. hypsometric maps, нім. Höhenschichtenkarten f pl, нім. Schichtenkarten f pl, Isohypsenkarten f pl) — карти, що дають геометрично точне зображення рельєфу за допомогою горизонталей та забарвлення висотних ступенів за певною шкалою кольорів.